# Barbus oligogrammus
Barbus oligogrammus е вид лъчеперка от семейство Шаранови (Cyprinidae). Видът не е застрашен от изчезване.

## Разпространение
Разпространен е в Бурунди, Демократична република Конго, Замбия и Танзания.

## Описание
На дължина достигат до 8,2 cm.